# معجم الأدباء
معجم الأدباء (به معنای: فرهنگنامهٔ ادیبان)، با عنوان اصلیِ «إرشادُ الأریبِ إلیٰ معرِفةِ الأدیب»، کتابی نوشتهٔ یاقوت بن عبدالله حموی است که مجموعه زندگی‌نامهٔ ۸۰۰ تن از افراد مرتبط با ادبیات عربی را در ۳۳ رده دربرمی‌گیرد: «نحویان»، «لغت‌شناسان»، «نسب‌شناسان»، «اخباریان»، «تاریخ‌نویسان»، «نسخه‌نویسان»، «کاتبان»، «رساله‌نویسان»، «خوشنویسان». یاقوت حموی برای نگارش این اثر از حدود ۲۵۰ منبع سود جسته است، مانند الفهرست (ابن ندیم)، یتیمة الدهر، تاریخ بغداد (خطیب)، تاریخ دمشق از ابن عساکر، طبقات النّحویّین از ابوبکر زبیدی. او از بیست‌سالگی نوشتن این اثر را با بهره‌بردن از سخنان معاصران خود آغاز کرده‌است.